# میاریناریوو (آندیلامنا)
میاریناریوو (به لاتین: Miarinarivo) یک منطقهٔ مسکونی در ماداگاسکار است که در آندیلامنا واقع شده‌است. میاریناریوو ۱۴٬۰۰۰ نفر جمعیت دارد و ۵۵۲ متر بالاتر از سطح دریا واقع شده‌است.